# هیلزبورو (میسیسیپی)
هیلزبورو (به انگلیسی: Hillsboro) یک منطقهٔ مسکونی در ایالات متحده آمریکا است که در شهرستان اسکات، میسیسیپی واقع شده‌است. هیلزبورو ۱٬۱۳۰ نفر جمعیت دارد و ۱۳۲٫۸۹ متر بالاتر از سطح دریا واقع شده‌است.